# Apistogrammoides pucallpaensis
Apistogrammoides pucallpaensis – gatunek małej, słodkowodnej ryby z rodziny pielęgnicowatych, jedyny przedstawiciel rodzaju Apistogrammoides Meinken, 1965.
Występowanie: dorzecze Amazonki.

## Opis
Osiąga do 2,7 cm długości.